# PVC (band)
PVC var en rockgruppe fra Oslo, der startede i april 1980.

## Biografi
Bandet var et af de første bands der startede deres eget pladeselskab. Deres inspirationskilder var bands som Joy Division, The Residents og Pere Ubu.
I 1980 debuterede bandet med singlen Sykebil/Gråstein. Bandet bestod dengang af Rune Martinsen, Jørn Loe, Hans Christian Andersen, Nils Petter Jensen og Svein Dahl. Oplaget på 500 eksemplarer blev utsolgt før året var omme. I 1981 kom deres næste udgivelse, Galehus.
I 1981 kom en mini-LP; Emilie Berliner. Bandets medlemmer var der Forsudd, Martinsen, Loe og Eivind Rølles på slagverk. Da den næste mini-LP, ...confront...confront, kom i 1982 var det kun Martinsen og Loe som var med i bandet. Knut-Erik Sandlie havde taget over for Forsudd, samme år startede Garden of Delight.Snart tog Oddvar Karlsmyr over som trommeslager.

## Bandmedlemmersnes betydning
Flere af de tidligere medlemmer i PVC fik betydning indenfor norsk musik senere. Bitten Forsudd spillede senere i Love Deniers, Vera Cruice, Garden of Delight og Einmal kommt die Liebe. Oddvar Karlsmyr kom senere med i Ym:stammen. Eivind Rølles kom med i Broadway News, oh senere i Monroes og blev derefter chef for BMG og for EMI Norge. Knut-Erik Sandlie var senere med i MMI (Multi Media Incest).

## Diskografi
- «Sykebil»/«Gråstein» (1980)
- Galehus (1981)
- Emile Berliner (1981)
- ... confront ... confront ... (1982)
- «Who's That Man»/«S&M» (Pla1982).